# Castiglione dei Pepoli
Castiglione dei Pepoli (conosciuto anche come Castiglion de' Pepoli; Castión in dialetto bolognese montano alto) è un comune italiano di 5 480 abitanti della città metropolitana di Bologna in Emilia-Romagna.
Noto dapprima come Castiglione dei Gatti, il nome fu cambiato nel 1863, in ricordo del passato feudale. Nel XII secolo, infatti, si trovava sotto la signoria feudale dei conti Alberti di Prato e Mangone. Nel 1340 le terre degli Alberti furono vendute ai Pepoli. La sua storia si articola in diversi avvenimenti collegati strettamente all'Emilia e alla Toscana, vista la sua posizione di confine tra le due regioni. È oggi uno dei comuni membri dell'Unione dell'Appennino Bolognese.

## Storia

### Simboli
La descrizione araldica dello stemma è riportata nello statuto del comune:
Questo stemma era già in uso nel XVIII secolo come arma del feudo pepolesco di Castiglione, e successivamente utilizzato dalle successive municipalità in epoca pontificia e post-unitaria.
Il gonfalone in uso è un drappo rettangolare di azzurro, lo stemma è accollato alla scacchiera che richiama lo stemma dei Pepoli che era scaccato di argento e di nero.

## Monumenti e luoghi d'interesse

### Architetture religiose
Nel territorio comunale hanno sede le seguenti chiese:
- Chiesa di San Giacomo di Creda
- Chiesa parrocchiale di San Lorenzo, edificata alla fine del XVI secolo e rifatta alla fine dell'Ottocento
  - Chiesa della Madonna della Consolazione
  - Chiesa di Santa Maria delle Grazie
  - Chiesa dei Santi Giovanni e Paolo di Rasora
- Chiesa di San Giacomo di Creda
  - Oratorio dei Santi Sebastiano, Rocco e Fabiano
- Chiesa di Santa Maria di Lagaro
  - Oratorio dei Santi Fabiano e Sebastiano
  - Oratorio della Visitazione
- Chiesa di San Michele Arcangelo di Baragazza
  - Santuario della Beata Vergine delle Grazie di Boccadirio
  - Chiesa di Santa Croce
  - Chiesa di San Giacomo delle Calvane
  - Oratorio di San Giovanni Battista
  - Oratorio di San Sebastiano al Monte
- Chiesa di San Michele Arcangelo di Sparvo
  - Cappella della Visitazione

### Architetture civili
- Cimitero militare di 502 caduti sudafricani della seconda guerra mondiale, in via Bolognese 51
- Monumento ai caduti della prima guerra mondiale, di Pasquale Rizzoli
- Palazzo Pepoli (Secolo XVI), o Palazzo della Ragione
- Torre dell'Orologio
- Torretta

## Società

### Evoluzione demografica
Abitanti censiti

## Cultura
Ai limiti meridionali del territorio comunale è ubicata la stazione meteorologica di Cottede, attiva dal 1938 e gestita dal servizio idrometeorologico dell'ARPA Emilia-Romagna.

### Istituzioni scolastiche
- IIS Caduti della Direttissima, scuola secondaria di II grado che raccoglie quattro diversi indirizzi: Liceo Scientifico, IGEA (tecnico commerciale), Professionale per l'Industria Elettrico-Elettronica, Professionale per il Turismo. A partire dal 2006 è attivo presso la scuola un corso serale di indirizzo tecnico-commerciale.
- IC Castiglione-Camugnano-San Benedetto, istituto comprensivo.

### Musei
- il Museo dei “Percorsi storici nel territorio Castiglionese” al Centro di cultura Paolo Guidotti, ospita una sala dedicata al memoriale di guerra sudafricano di Castiglione dei Pepoli.[12][13]

## Geografia antropica

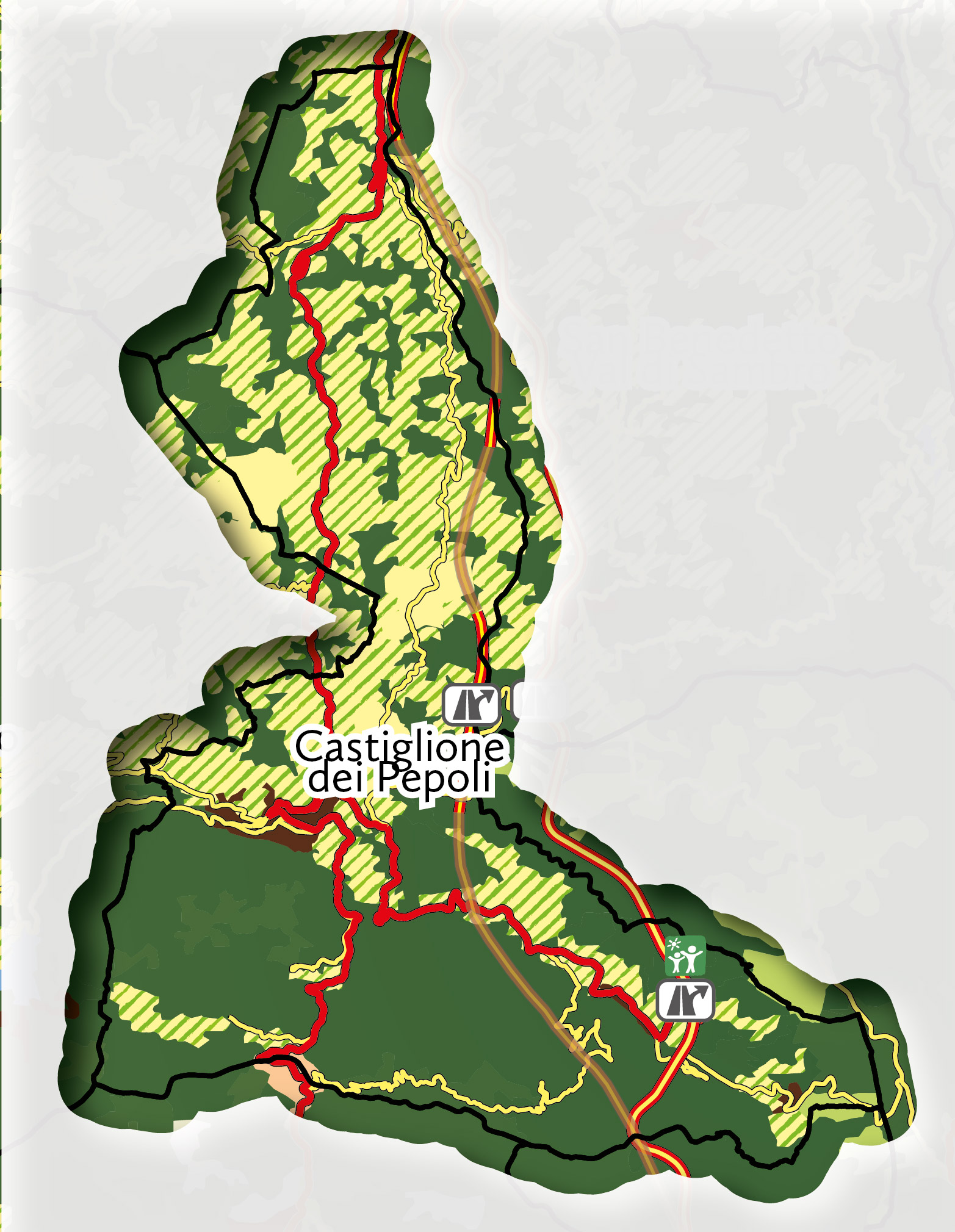
Occupazione del suolo : verde i boschi, con le righe aree miste tra coltivazione e prati

Il territorio comunale è prevalentemente ricoperto da boschi nella parte meridionale, mentre a settentrione del capoluogo la superficie boscosa è intervallata da aree coltivate e da prati. Dal 1960 è attiva l'Autostrada del Sole, che attraversa il territorio fra i caselli di Pian di Voglio e di Roncobilaccio, nel quale è situata una nota area di servizio. Dal 2015 è aperta la Variante autostradale di valico, che passa sotto il territorio del comune con la galleria di base, lunga più di otto chilometri.
- Baragazza è una frazione di circa 1 000 abitanti sita a 4 km da Castiglione dei Pepoli, ai piedi del Santuario della Beata Vergine delle Grazie di Boccadirio, meta turistica per migliaia di fedeli. Il patrono è san Michele arcangelo, festeggiato il 29 settembre.
- Bagucci dista da Castiglione dei Pepoli 2,09 km, e si trova a 856 metri sul livello del mare e conta circa 20 residenti.
- Lagaro è una frazione di circa 1 000 abitanti, si trova a 400 m di altezza e ciò garantisce un clima mite durante l'estate e non troppo rigido in inverno. Il patrono è san Mamante, festeggiato ufficialmente nella prima domenica di settembre.
- Rasora si trova a circa 5 km dal capoluogo in direzione di Prato e ha una popolazione di circa 100 abitanti. Il patrono è san Rocco, festeggiato il 16 agosto.
- Roncobilaccio a 1 km dal casello autostradale omonimo è un noto snodo dell'appennino tosco emiliano, posto a metà tra Prato e Bologna, ai piedi del passo della Futa.
- Sparvo si trova a pochi chilometri dal centro del paese ed è sede di alcune attività agricole, essendo per buona parte campi e campagna. Località di Sparvo sono Prediera di Sopra e Prediera di Sotto.
- Monte Baducco, situato a circa 1.000 metri di quota nei pressi del Monte Gatta
- Creda è una frazione di circa 350 abitanti, si trova a 500 m di altezza e dista 7 km dal capoluogo. Il patrono è San Giacomo Maggiore festeggiato il 25 luglio.
- Spianamento dista circa 11 km da Castiglione dei Pepoli, si trova a circa 330 metri sul livello del mare e conta circa 70 residenti. Località di Spianamento sono Cà d'Onofrio e Cà di Bonta.

## Infrastrutture e trasporti

### Strade
Castiglione dei Pepoli è collegata al capoluogo Bologna grazie alla strada provinciale 325 di Val di Setta e Val di Bisenzio, già strada statale 325 di Val di Setta e Val di Bisenzio, la quale porta anche a Prato.

### Autostrade
Il paese è servito da due caselli autostradali: quello di Roncobilaccio, sulla A1, e quello più recente di Badia, sulla A1 var.

### Ferrovie
La stazione di riferimento del comune, denominata San Benedetto Val di Sambro-Castiglione dei Pepoli, si trova sulla linea Bologna-Firenze. Il comune era servito da una stazione ubicata nella grande galleria dell'Appennino posta sulla ferrovia Bologna-Firenze (direttissima). La stazione, denominata Precedenze e ora disabilitata, era raggiungibile tramite un tunnel inclinato di 27 gradi sull'orizzonte, attrezzato con 1.863 gradini. Il tunnel pedonale sbucava in località Cà di Landino.

## Amministrazione
- Classificazione climatica: zona E, 2876 GR/G

Di seguito è presentata una tabella relativa alle amministrazioni che si sono succedute in questo comune.
| Periodo        | Periodo        | Primo cittadino       | Partito                                         | Carica  | Note   |
| -------------- | -------------- | --------------------- | ----------------------------------------------- | ------- | ------ |
| 21 giugno 1985 | 24 aprile 1995 | Giancarlo Rocchetta   | PCI, PDS                                        | Sindaco | [ 15 ] |
| 24 aprile 1995 | 14 giugno 1999 | Prospero Giorgi       | lista civica di centro-destra Castiglione 2000  | Sindaco | [ 15 ] |
| 14 giugno 1999 | 8 giugno 2009  | Marcello Materassi    | lista civica di centro-sinistra Progetto Comune | Sindaco | [ 15 ] |
| 8 giugno 2009  | 27 maggio 2014 | Daniela Enrica Aureli | lista civica di centro-sinistra Progetto Comune | Sindaco | [ 15 ] |
| 27 maggio 2014 | 11 giugno 2024 | Maurizio Fabbri       | lista civica di centro-sinistra Bene Comune     | Sindaco | [ 15 ] |
| 11 giugno 2024 | in carica      | Tommaso Tarabusi      | lista civica di centro-sinistra Bene Comune     | Sindaco | [ 15 ] |

### Gemellaggi
- Nogent-sur-Marne, dal 2011

## Sport

### Calcio
La principale squadra di calcio della città è l'A.S.D. Castiglione Calcio che milita nel girone A bolognese di 3ª Categoria.

### Pallacanestro
La Pallacanestro Castiglione, fondata nel 1995 è attualmente iscritta al campionato seniores CSI di Bologna.